# Муроранський технічний університет
Муроранський технічний університет (яп. 室蘭工業大学, むろらんこうぎょうだいがく; англ. Muroran Institute of Technology) — державний університет у Японії. Розташований за адресою: префектура Хоккайдо, місто Муроран, квартал Мідзумото 27-1. Відкритий у 1949 році. Скорочена назва — Муроко́-дай (яп. 室工大, むろこうだい).

## Факультети
- Інженерно-технічний факультет (яп. 工学部)

## Аспірантура
- Інженерно-технічна аспірантура (яп. 工学研究科)